# Blue Meanies
Los Blue Meanies (también conocidos en español como Malines Azules) son los principales antagonistas de la película surrealista animada de los Beatles de 1968, Yellow Submarine. Son un ejército ficticio de seres rudos que odian toda la música y representan alegóricamente a toda la gente mala del mundo. Su apariencia visual fue diseñada principalmente por Heinz Edelmann. El productor Al Brodax dijo que el Jefe Blue Meanie se parecía al coordinador de producción Abe Goodman.

## Descripción
En este universo surrealista, los Blue Meanies intentan silenciar y ocupar Pepperland, una utopía submarina llena de color y música (la palabra inglesa blue significa azul y triste a la vez, por lo que el nombre Blue Meanies podría traducirse como Malvados Azules o Malvados Tristes). Los Meanies tienen piel azul y manos de seis dedos en forma de garras. Llevan máscaras negras alrededor de los ojos y sombreros que se asemejan a las orejas de Mickey Mouse en la cabeza. Son de apariencia humanoide, aunque con caras azules y narices muy largas.

## Historia
Los Blue Meanies lanzan un ataque a Pepperland, un paraíso donde reinan la música y la paz, en un intento de aplastar su espíritu. Esto incita a uno de los marineros de Pepperland, el ex comandante, ahora el recién nombrado Lord gran lmirante, conocido como "Viejo Fred" (o "Joven Fred", según el aún mayor Lord Mayor), a escapar en el Submarino Amarillo para buscar ayuda. El viejo Fred viaja a Liverpool, donde conoce a los Beatles, a quienes solicita ayuda porque, como músicos, podrían restaurar la armonía (y, de hecho, la melodía) en Pepperland. Los Meanies, en su ausencia, hacen que la encantadora y colorida Pepperland se convierta en un lugar muy gris, aburrido y opresivo, plagado de espinas y cardos.
Más adelante en la película, un Blue Meanie secuestra al compañero de los Beatles, Jeremy Hillary Boob, PhD, el llamado "Nowhere Man". Cuando los Beatles llegan a Pepperland, el público ve cómo los Meanies han arrasado el antiguo paraíso y petrificado a los nativos. Los Beatles encuentran los instrumentos musicales confiscados a Pepperland y sus propios dobles, la Sgt. Pepper's Lonely Hearts Club Band, y traer la música de vuelta a Pepperland. Esto devuelve el color a las colinas, las plantas y la vida a los Pepperlanders (que habían sido petrificados por varias armas en posesión de los Meanies). Con su hechizo roto, los Meanies dejan de tener control sobre Pepperland: incluso sus armas comienzan a disparar flores en lugar de misiles. Los Beatles invitan a aquellos que no huyen a quedarse y "mezclarse", y hacen las paces con sus antiguos enemigos.

## Miembros

### Jefe Blue Meanie
El Jefe Blue Meanie, también conocido como His Blueness o en castellano como Jefe Azul Malín, o Su Azulesa es el líder de los Blue Meanies y el principal antagonista de la película animada de 1968 Yellow Submarine. Un personaje extravagante con una voz aguda, está decidido a conquistar Pepperland y gobernar con miedo y opresión; es un déspota supremo dado a rabietas psicóticas y cambios de humor violentos. Sin embargo, su crimen más atroz desde el punto de vista de los Beatles es su odio a la música . Su voz la pone Paul Angelis, quien también proporcionó la voz de Ringo Starr.
El Jefe Blue Meanie llega a Pepperland acompañado por Max, su asistente y su gran ejército de Meanies. Comienza su campaña de aterrorizar a Pepperland disparando una enorme bola de cristal a los dobles de los Beatles, la Sgt. Pepper's Lonely Hearts' Club Band, que toca música en este mundo pacífico y colorido, donde todos los nativos generalmente se comportan de manera amistosa entre sí. Como comenta el Jefe, "no puede durar". La esfera de vidrio insonorizada cubre a la banda, haciendo que su música sea inaudible, y en su pánico por huir, los nativos son disparados por las armas de los Blue Meanies, cuyos misiles drenan el color de sus víctimas al contacto y parecen petrificarlas. El Jefe bombardea a los nativos con diversas armas y otras especies malignas que varían en su ferocidad y excentricidad. El Jefe pretende reducir las coloridas colinas y plantas de Pepperland a espinas y cardos desnudos en un páramo gris, con el único verde existente en forma de manzanas gigantes que los "Apple Bonkers" arrancan de los árboles para "golpear" las cabezas de las personas.
Más adelante en la película, los Meanies secuestran al amigo y camarada de los Beatles, Jeremy Hillary Boob, también conocido como el "Nowhere Man". Después de que los Beatles finalmente llegan a Pepperland, el Jefe Blue Meanie se indigna cuando ve que las colinas y los árboles vuelven a sus colores adecuados con el sonido de su música; envía su arma más feroz, "el terrible guante volador", tras los héroes. El guante se ve frustrado por la canción de The Beatles "All You Need Is Love", y los Meanies huyen, derribando a su jefe en el proceso.
En un último y mezquino intento de represalia, el Jefe amenaza con despedazar al recién liberado Nowhere Man. Sin embargo, la poesía y la magia de Jeremy lo frustran, haciendo brotar rosas de su nariz y su cuerpo. Huye con el resto de su ejército, sin saber qué hacer ahora que "ya no es un mundo azul"; Max sugiere que huyan a Argentina (una referencia a la huida de los nazis a Argentina después de la Segunda Guerra Mundial). Sin embargo, las rosas de Jeremy hacen que el Jefe cambie de opinión, por lo que acepta la palabra "sí" y adopta el título "His Newness". Admite la derrota y decide "mezclarse" con The Beatles y Pepperlanders. Si bien los Blue Meanies de Pepperland parecen haberse vuelto pacíficos, al final de la película, cuando Los Beatles aparecen en persona ante la audiencia, John dice que "se han visto Meanies más nuevos y más azules en las cercanías de este teatro".

#### Características personales
Al igual que los otros Blue Meanies, el Jefe está enmascarado, tiene dientes amarillentos, viste un traje de lana azul marino y tiene enormes manos en forma de garras con seis garras en cada una. Es más alto que la mayoría de los otros Meanies, y mientras que los Blue Meanies "comunes" usan un sombrero que recuerda a las orejas de Mickey Mouse, su sombrero se parece más al de Oswald el conejo afortunado. Mientras que la mayoría de los Blue Meanies usan medias a rayas naranjas y amarillas con zapatos Mary Jane, él (y su asistente, Max) usan botas altas completas con espuelas: una bota azul pálido en el pie derecho, una bota azul marino en el izquierdo. Tiene una personalidad impredecible, si no dividida, que lo hace pasar de tranquilo y amigable a ruidoso, furioso y malicioso, aunque no menos bufón en ninguno de los dos. Max es a menudo víctima de su abuso, siendo golpeado, disparado o pisoteado por un "pistón de mariposas". También hace que otro Meanie lleve un taburete para poder sentarse cuando quiera. También afirma (hasta el final, cuando comienza a calentarse con The Beatles) que "nosotros los Meanies sólo aceptamos un 'no' por respuesta" y se enoja mucho con el sonido de la palabra "sí", incluso cuando se le responde en el afirmativo. A veces su propia agresión se apodera de él y necesita ser revivido con una "medicina desagradable", lo que lo vuelve aún más excéntrico de lo que ya es. Anima a su ejército de Meanies a ser lo más desagradables posible, pero tras admitir la derrota, más tarde confiesa que su primo es "el pájaro azul de la felicidad".

### Max
Segundo al mando de los Blue Meanies y el desventurado mayordomo del Jefe Blue Meanie, lleva una gran insignia "M" de color rojo brillante en el pecho. Al igual que el Jefe Blue Meanie, usa un sombrero con "orejas" largas parecidas a las de un conejo (aunque sus "orejas" son de color azul en lugar de negro) en lugar del tipo ratón que usan los otros Meanies. Con frecuencia provoca la ira del Jefe Blue Meanie al hacer sugerencias o comentarios bien intencionados pero inútiles en momentos inoportunos.

### El terrible guante volador
También conocido en inglés como The Dreadful Flying Glove, es el más feroz de los Blue Meanies y su arma más poderosa. Aunque solo hay un Guante, es una fuerza a tener en cuenta: aplasta, aplasta o "o-blue-terating" a quien sea o lo que sea que su maestro le ordene atacar. Varía desde ser un guante para diestros hasta para zurdos, dependiendo de la situación, tiene un rostro estilizado, con la uña del pulgar haciendo de ojo y el dedo índice como nariz, el dedo medio y anular como ojo. boca (los dientes sonrientes son claramente visibles entre estos dedos). Mientras aprieta el puño, se cubre el ojo, cegándolo temporalmente. El guante también tiene una risa malvada y siniestra en un registro bajo. Finalmente es derrotado cuando John canta "All You Need is Love" y lo enreda en las letras de todas las palabras que brotan de su boca mientras canta.

### El Bulldog de cuatro cabezas
Un Bulldog Blue Meanie que es similar en apariencia a Cerbero, el perro guardián de tres cabezas y cola de dragón de las puertas del Hades en la mitología griega; sin embargo, tiene cuatro cabezas, cada una con dientes muy afilados. Es extremadamente fuerte y su amo no es rival para él si desea caminar en una dirección particular. Finalmente es derrotado cuando The Beatles y Sgt. Pepper's Lonely Hearts Club Band canta "Hey Bulldog" y lo somete a muchas burlas y engaños, lo que lo confunde y lo antagoniza.

### Tipos de Blue Meanies
- Storm Bloopers, también conocidos como los "Blue Menials" (Jeremy Hilary Boob se refiere a su captor como un "Blue Menial", aunque es posible que simplemente haya estado haciendo un juego de palabras): Estos son los más numerosos de los Blue Meanies. Al igual que el Jefe Blue Meanie y Max, tienen trajes de lana azul marino y máscaras de dominó, pero usan sombreros con forma de orejas de Mickey Mouse (en lugar del tipo que usan el Jefe y Max, cuyos sombreros se parecen más a las orejas de Goofy). Tienen seis garras en cada mano y usan medias a rayas amarillas y naranjas y zapatos Mary Jane (nuevamente, el Jefe y Max son las excepciones aquí, ya que ambos usan botas con espuelas: una bota azul claro en el pie derecho, una bota azul marino a la izquierda). También parecen ser capaces de hacer que sus ojos brillen para poder ver en la oscuridad, lo que hace que la cabeza parezca una especie de proyector de películas. Estos Meanies en particular llevan armas que disparan flechas dentadas de color azul pálido que, al contacto, agotan el color de la víctima y la petrifican. – aunque parece hacer esto en diversos grados o solo temporalmente, porque se ve a varias víctimas en la película llorar, sonreír o mirar arriba, y se ve a varios nativos de Pepperland retroceder al ver el terrible guante volador.[5]
- Apple Bonkers: Son hombres delgados, de 15 pies de altura, que pueden caminar de colina en colina con paso rápido, que visten frac morados (con solapas), pajaritas y sombreros de copa (con plumas). Su arma preferida son manzanas verdes gigantes, que dejan caer sobre la cabeza de las personas y que tienen el mismo efecto que las flechas dentadas. Si uno puede llegar lo suficientemente alto, también puede ser noqueado por tales armas, como descubrieron más tarde los Beatles. De cerca, sus rostros son más distinguibles: un Apple Bonker luce patillas, otro luce un bigote en forma de manillar y una perilla curva en la barbilla, y otro luce solo un bigote.
- The Countdown Clowns: Son payasos altos y gordos cuyas cabezas pueden girar y girar y que emiten fuertes chillidos cuando están listos para atacar o hacer sonar una alarma para alertar a los Meanies. Si se les presiona la nariz, lo que a menudo produce un sonido de "chirrido", se produce una explosión en la dirección hacia la que apuntan sus caras. Sin embargo, no tienen manos ni brazos, por lo que un Blue Meanie tiene que presionarles la nariz, a menudo necesitando apoyar una escalera contra ellos o sentarse sobre sus hombros al hacerlo, porque son muy altos. Cuando se rompe el hechizo de los Meanies, terminan simplemente produciendo palabras positivas, como "Sí" y "OK", en mayúsculas cuando intentan provocar una explosión.
- The Snapping Turtle Turks: Posiblemente las criaturas más mezquinamente crueles de la película, están vestidos como hombres turcos estereotipados, luciendo bigotes en forma de manillar y perillas curvas en la barbilla (incluso lucen zapatos y feces árabes curvos). Son bajos y gordos, y sus estómagos son en realidad rostros depredadores de gran tamaño cuyas bocas reptilianas de dientes afilados consumen objetos. Vemos a uno de ellos comiendo el molino de papel de una niña a propósito sólo para hacerla llorar.
- The Butterfly Stompers: son criaturas anchas e intimidantes con caras de gato. Cada uno lleva un número en el pecho, y por alguna razón les resulta entretenido intentar pisotear mariposas. Uno de ellos también pisotea la cabeza de Max a instancias del Jefe (o posiblemente también la confunde con una mariposa). El tráiler nombra específicamente a uno de ellos como Robin.
- The Hidden Persuaders: Son humanoides grandes, gordos y calvos. Cada uno de ellos fuma grandes cigarros y lleva una copa de martini que parece contener un globo ocular flotante en lugar de una aceituna. Tienen una mano extra dentro de sus zapatos de gran tamaño con punta de ala, que normalmente empuña una pistola y dispara cada vez que se levanta la punta del zapato. Se los ve sólo brevemente en la película. Cuando se rompe el hechizo de los Meanies, los vemos chocar sus vasos y usar su tercera mano para estrechar.
- Jack-the-Nippers: Tienen bigotes, cabezas medio calvas, frac verdes y gafas de sol, y tienen cabezas de reptiles por manos. Al igual que los estómagos de los Snapping Turtle Turks, estas manos se utilizan para morder ferozmente. A ellos también se les ve raramente, al igual que los Hidden Persuaders, y nunca se les menciona por su nombre. Su nombre es un juego de palabras con Jack el Destripador.
- The Anti-Music Missile: se ve utilizado al comienzo de la película para iniciar el ataque a Pepperland. El misil es una gran burbuja teñida de azul que se lanza desde un silo escondido en la montaña de los Blue Meanies. Se utiliza para atrapar a la Sgt. Pepper's Lonely Hearts Club Band y silenciar su música. Los ciudadanos de Pepperland gritan y corren presas del pánico cuando ven que se utiliza el misil, lo que sugiere que pudo haber sido utilizado por los Meanies en un ataque anterior para silenciar la mayor fuente de música. Ringo destruye el misil/burbuja, usando el agujero en su bolsillo que sacó del Mar de Agujeros. Utiliza el agujero para liberar la Banda atrapada en el interior.